# Spermophorella burmanni
Spermophorella burmanni is een insect uit de familie van de Berothidae, die tot de orde netvleugeligen (Neuroptera) behoort. 
Spermophorella burmanni is voor het eerst wetenschappelijk beschreven door U. Aspöck & H. Aspöck in 1989.